# غريغوري بيرك
غريغوري بيرك (بالإنجليزية: Gregory Burke)‏ هو كاتب مسرحي بريطاني، ولد في 1968 في روسيث في المملكة المتحدة.

## وصلات خارجية
- غريغوري بيرك على موقع IMDb (الإنجليزية)